# Isaac de Camondo
Pour les articles homonymes, voir Camondo.
Pour les autres membres de la famille, voir Famille Camondo.
Isaac de Camondo, né à Constantinople, le 3 juillet 1850 et mort à Paris le 7 avril 1911, est un banquier, diplomate, musicien, mécène et collectionneur français.

## Présentation
D’une famille de banquiers juifs installés à Constantinople, il a vécu, à partir de la fin des années 1860, en France où il a travaillé à la succursale parisienne de l’entreprise familiale en 1874. Il a ensuite également participé à d’autres entreprises. En tant que diplomate, il a représenté quelques années l’Empire ottoman comme consul général à Paris. Admirateur de la musique de Richard Wagner, il a lui-même composé, y compris l’opéra Le Clown, joué en France et à l’étranger. Il a acquis, au cours de plusieurs décennies, une importante collection d’œuvres d’art de différentes époques et cultures. Il a joué un rôle éminent comme collectionneur d’œuvres de l’impressionnisme dont il a été l’un des premiers partisans. Dès 1897, il a offert ses vastes collections, en partie de son vivant, sous réserve d’usufruit, au musée du Louvre qui conserve 159 de ses tableaux. Aujourd’hui, sa collection de tableaux impressionnistes se trouve au musée d’Orsay.

## Biographie

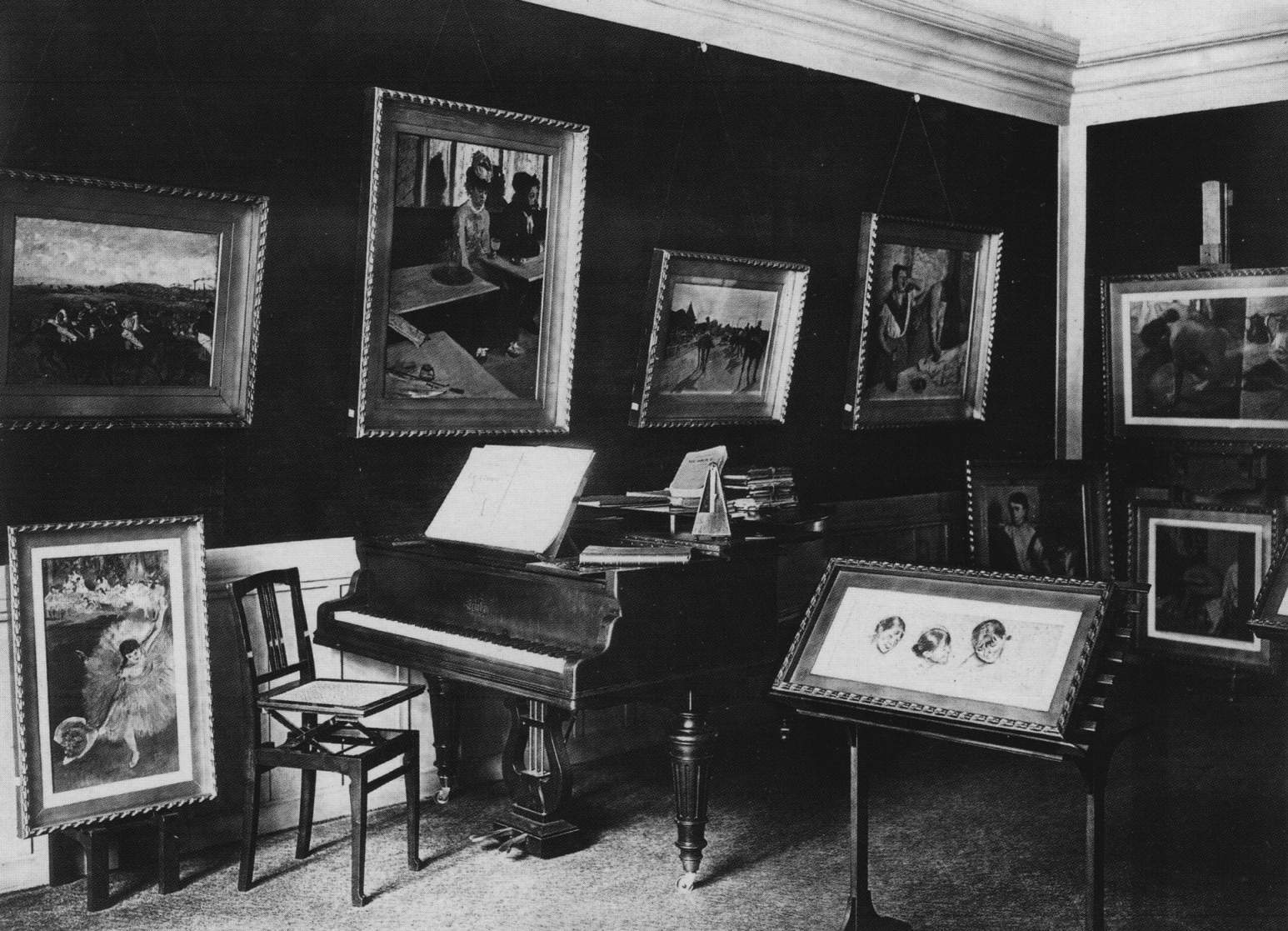
La « salle Degas » où Issac de Camondo conservait les toiles du peintre dans son appartement du 82, Champs-Élysées, en 1910.

### Famille
D’une famille juive sépharade originaire d’Espagne installée à Venise après l’expulsion des Juifs d'Espagne, les Camondo se sont installés, après l’ouverture du ghetto en 1797, comme ressortissants autrichiens à Constantinople, où le frère de son grand-père, Isaac Camondo a fondé, en 1802, la Bankhaus Isaac Camondo & Cie. À sa mort en 1831, la Banque est revenue à l’arrière-grand-père Abraham Salomon Camondo (en), qui devint l’un des principaux bailleurs de fonds de l'Empire ottoman. La fortune considérable qu’il s’est créée dans la banque et l’immobilier est passée par la suite à ses petits-fils Abraham Behor de Camondo (tr) et Nissim de Camondo (tr).
Isaac de Camondo est le deuxième enfant d’Abraham Behor de Camondo (tr) (1829-1889) et de son épouse Regina Baruch (1833-1905). Les Camondo ayant abandonné, en 1865, la nationalité autrichienne pour prendre la nationalité italienne, le roi d’Italie a conféré, deux ans plus tard, en remerciement de son rôle dans le financement des chemins de fer italiens, le titre de comte à Abraham Salomon Camondo et à ses descendants, après quoi ceux-ci se sont fait appeler « de Camondo ».

### Parcours

#### Activités professionnelles
En 1869, ayant décidé de développer à Paris les affaires financières créées par la famille Camondo dans l’Empire ottoman, Isaac arrive, avec son père, ainsi que son oncle Nissim, à Paris, et temporairement à Londres pendant la guerre de 1870. Il semble que la famille ait été, en raison de ses conceptions progressistes, en butte à l’hostilité des milieux juifs conservateurs de l’Empire ottoman. 
Son père s’installe dans un hôtel particulier qu’il fait construire entre 1871 et 1875, au 61, rue de Monceau par l’architecte Denis-Louis Destors tandis que son oncle acquiert le terrain voisin au 63 rue Monceau, où son cousin Moïse de Camondo fera, par la suite, construire une villa style XVIIIe siècle, qui deviendra le musée Nissim de Camondo.
Pendant son enfance à Constantinople, Isaac de Camondo a appris le français avec le turc, ce qui lui permet d’obtenir son baccalauréat à son arrivée en France, en 1869. Isaac de Camondo a vécu dans une aile de la villa de ses parents jusqu’à la vente de celle-ci en 1893, date à laquelle il emménage dans trois appartements contigus de la rue Gluck, avant d’acheter, en 1907, au 82 de l’avenue des Champs-Élysées, un spacieux appartement où il vivra jusqu’à sa mort. Contrairement à d’autres membres de sa famille, Isaac de Camondo n’a jamais fait construire, se contentant, par exemple, de louer le château de Sainte-Assise où il a fait, de 1885 à 1894, des expéditions de chasse.

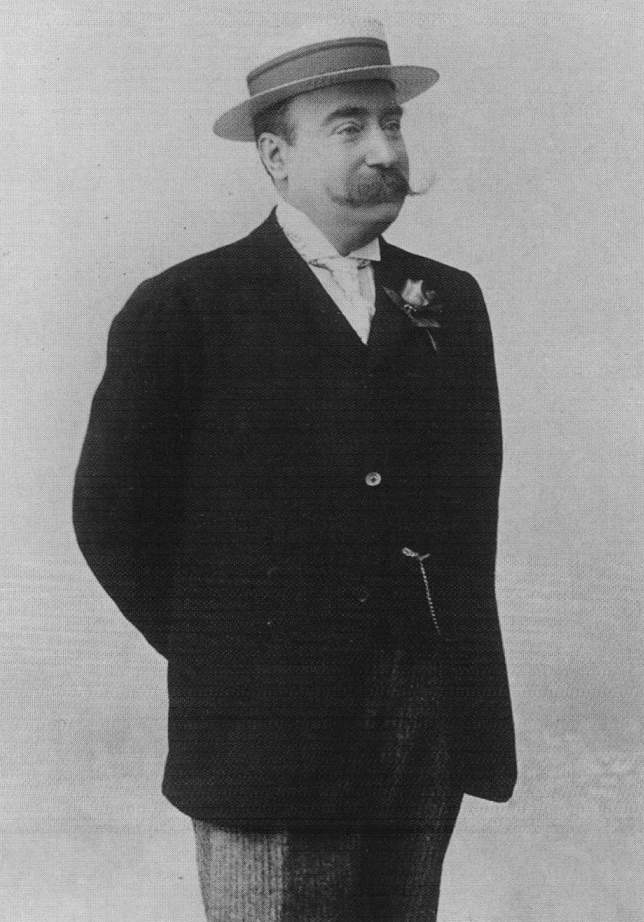
Isaac de Camondo par A. Bert (vers 1890)

En 1874, il intègre officiellement la banque Isaac Camondo & Cie. Bien qu’il ne se soit rendu qu’une seule fois dans sa ville natale, en 1882, lui et sa famille entretenaient d’excellentes relations avec le marché financier ottoman. Ses investissements dans la modernisation de l’infrastructure locale lui ont valu de nombreux prix et décorations de la part de différents gouvernements. En outre, l’Empire ottoman l’a nommé consul général à Paris pour la période 1891-1895. Il a également été président du Comité italien de l’Exposition universelle de Paris de 1889.
Il ne manifesta aucun intérêt pour le développement de la banque et ferma ses opérations à Istanbul en 1894. De plus en plus en retrait des activités bancaires de la Isaac Camondo & Cie depuis les années 1890, il assume la direction de nombreuses sociétés, comme la Banque de Paris et des Pays-Bas en 1901, la Compagnie générale du gaz pour la France et l'étranger et la Compañía de los Ferrocarriles Andaluces. En 1909, il préside la Société nationale, futur Crédit foncier ottoman.

#### Musique

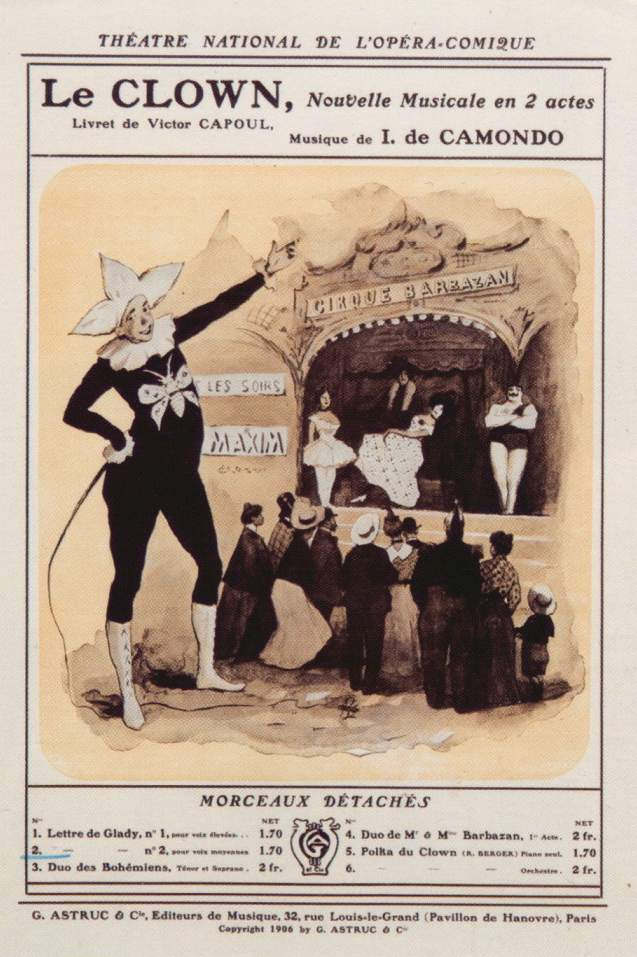
Affiche pour Le Clown, opéra d’Isaac de Camondo (1908).

Grand amateur de musique, il a lui-même composé dans sa jeunesse. Comme amateur, il a pris des leçons de composition avec le compositeur Gaston Salvayre. Admirateur de Strauss fils et d’Offenbach, il se tourne ensuite vers la musique de Wagner, assistant en aout 1876, à la première de la tétralogie de L’Anneau du Nibelung à Bayreuth. Il s’y rendra de nouveau à la première de Parsifal, en 1882, avec ses amis le compositeur Léo Delibes et le violoncelliste Franz Fischer.
Les appartements connexes qu’il habitait dans la rue Gluck en 1893 étaient juste en face de l’Opéra Garnier, qu’il soutenait financièrement et dont il était l’habitué de longue date. En 1904, il fonda la Société des artistes et des amis de l’Opéra dont il fut le premier président. Il était également actionnaire de l’Opéra-Comique depuis 1898, l’un des commanditaires du théâtre des Champs-Élysées et le soutien financier de l’éditeur de la revue Musica, son ami Gabriel Astruc.
Certaines de ses chansons et pièces instrumentales ont été jouées en 1904 dans la salle Érard. Son œuvre la plus connue est l’opéra Le Clown sur un livret de Victor Capoul, dont la première a eu lieu en 1906 avec la soprano américaine Geraldine Farrar au Nouveau Théâtre à Paris. Cet opéra a connu d’autres représentations en 1908, ainsi qu’à l’Opéra-Comique et à Marseille en 1909, puis en 1910 à Vichy, en 1911 à Anvers et en 1912 à Cologne.

#### Collections et mécénat

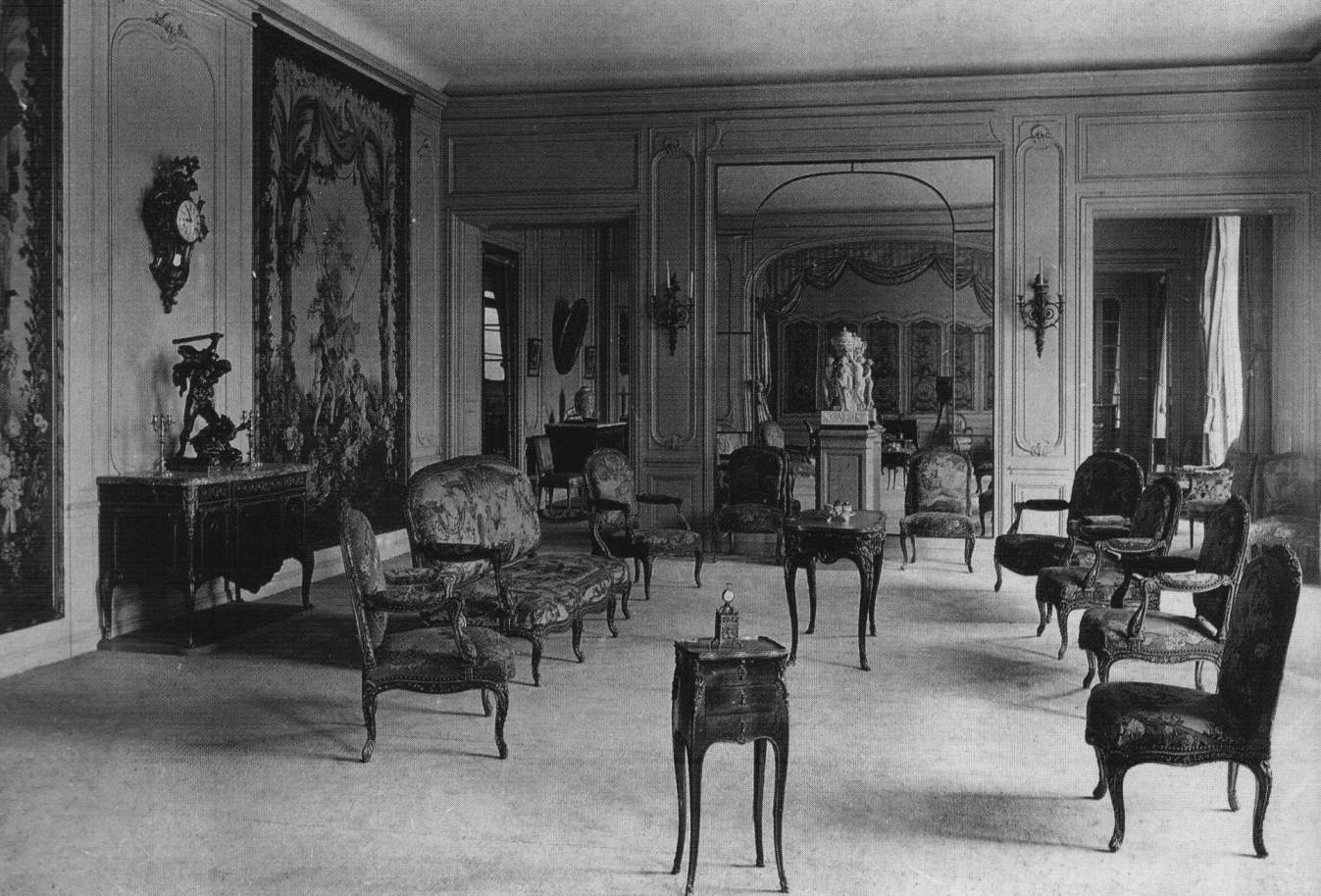
Le Salon du comte Isaac de Camondo dans son appartement de l’avenue des Champs-Élysées, vers 1910). Les meubles sont des originaux du XVIIIe siècle, l’horloge de marbre devant le miroir, les Trois Grâces de Falconet (v. 1770), aujourd’hui au Louvre.

Habitué depuis l’enfance à l’artisanat de luxe à travers l’aménagement intérieur, Camondo a meublé ses propres appartements avec de précieux tapis d’Orient, des meubles XVIIIe siècle et des sculptures du Moyen Âge et de la Renaissance. Il a constitué une impressionnante collection d’œuvres d’art du XVIIIe siècle, d’estampes japonaises, d’objets d’art d’Extrême-Orient et de peinture impressionniste. Il a acquis un nombre considérable d’objets d’art pour sa collection d’art et d’artisanat à deux grandes ventes aux enchères : de nombreuses pièces d’argenterie de la collection du baron Pichon sont entrées en sa possession à la vente de 1878, tandis que ses collections d’art du XVIIIe siècle, en particulier des années 1770, proviennent essentiellement de la vente aux enchères du baron Léopold Double en 1881, y compris l’horloge Trois Grâces (aujourd’hui au Louvre) probablement due à Falconet. Dès 1874, il collectionne aussi l’art asiatique, acquérant massivement des sculptures, laques japonaises, céramiques et gravures japonaises. Il fut ainsi l’un des premiers collectionneurs de japonisme en France. Il compte parmi les fondateurs de la Société des amis du Louvre en 1897 et, en 1899, du conseil de l’Union centrale des arts décoratifs.
D’importance particulière est sa collection de tableaux, commencée avec l’acquisition de cinq œuvres de Millet en 1875, plus tard suivies de tableaux comme Chevaux arabes se battant dans une écurie et Passage d’un gué au Maroc de Delacroix, Voiliers, Baigneurs sur la plage de Trouville et La Jetée de Deauville de Boudin, Jeunes filles au bord de la mer de Puvis de Chavannes, L’atelier de Corot et Jeune fille à sa toilette de Corot et En Hollande, les barques près du moulin de Jongkind.
Au début des années 1890, Camondo a acquis de grandes œuvres impressionnistes, comme Fin d'arabesque de Degas, en 1892, suivie de 30 œuvres de cet artiste, de telle sorte qu’il lui fut possible de consacrer une pièce séparée de son appartement à ce peintre. Outre les scènes de ballet et les images de l’Hippodrome, on y relève Les Repasseuses, Après le bain, La Classe de danse, Le Champ de courses et le célèbre double portrait L'Absinthe, ainsi que divers dessins et pastels.

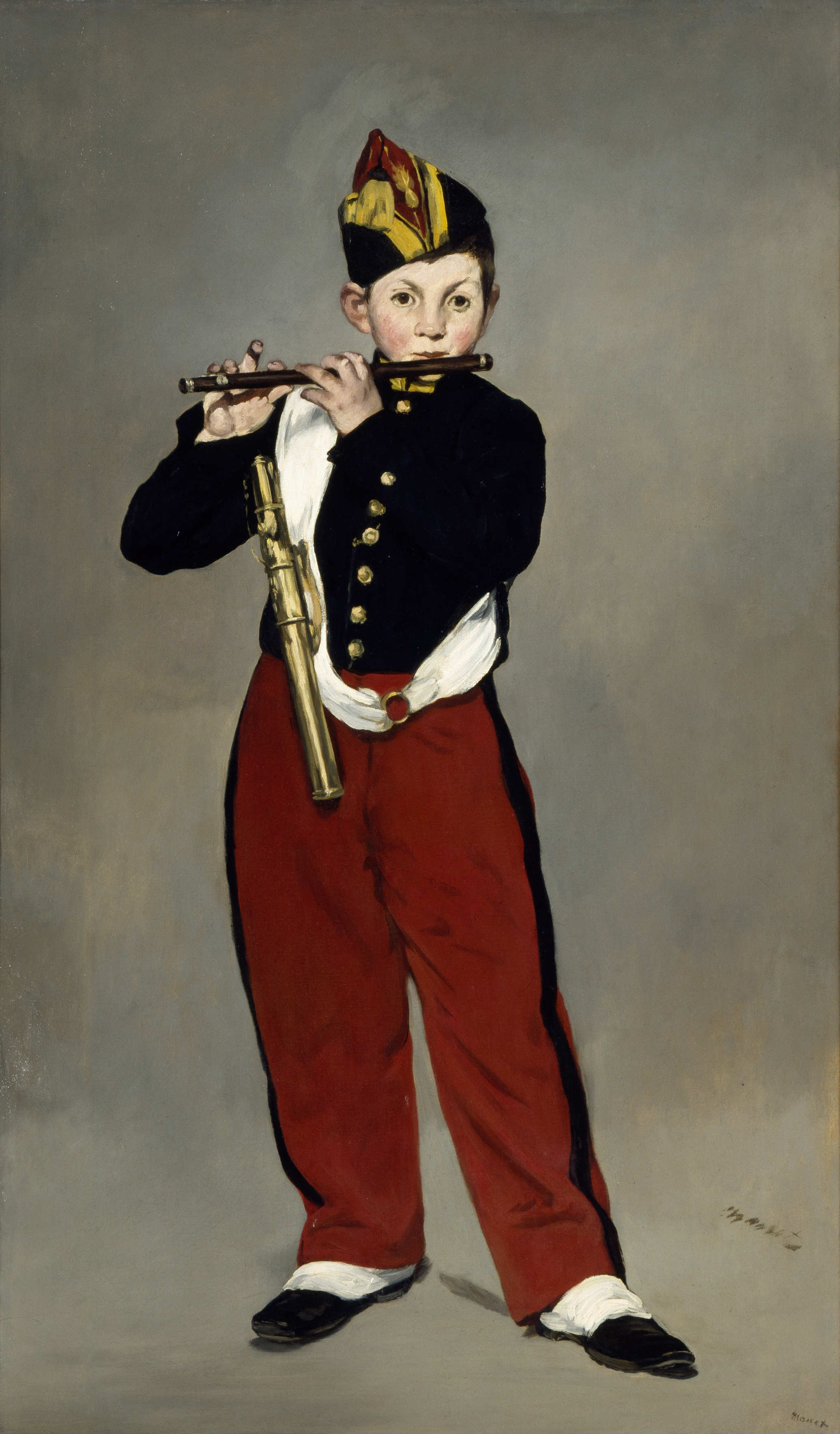
Édouard Manet : Le Fifre (1866) Musée d’Orsay
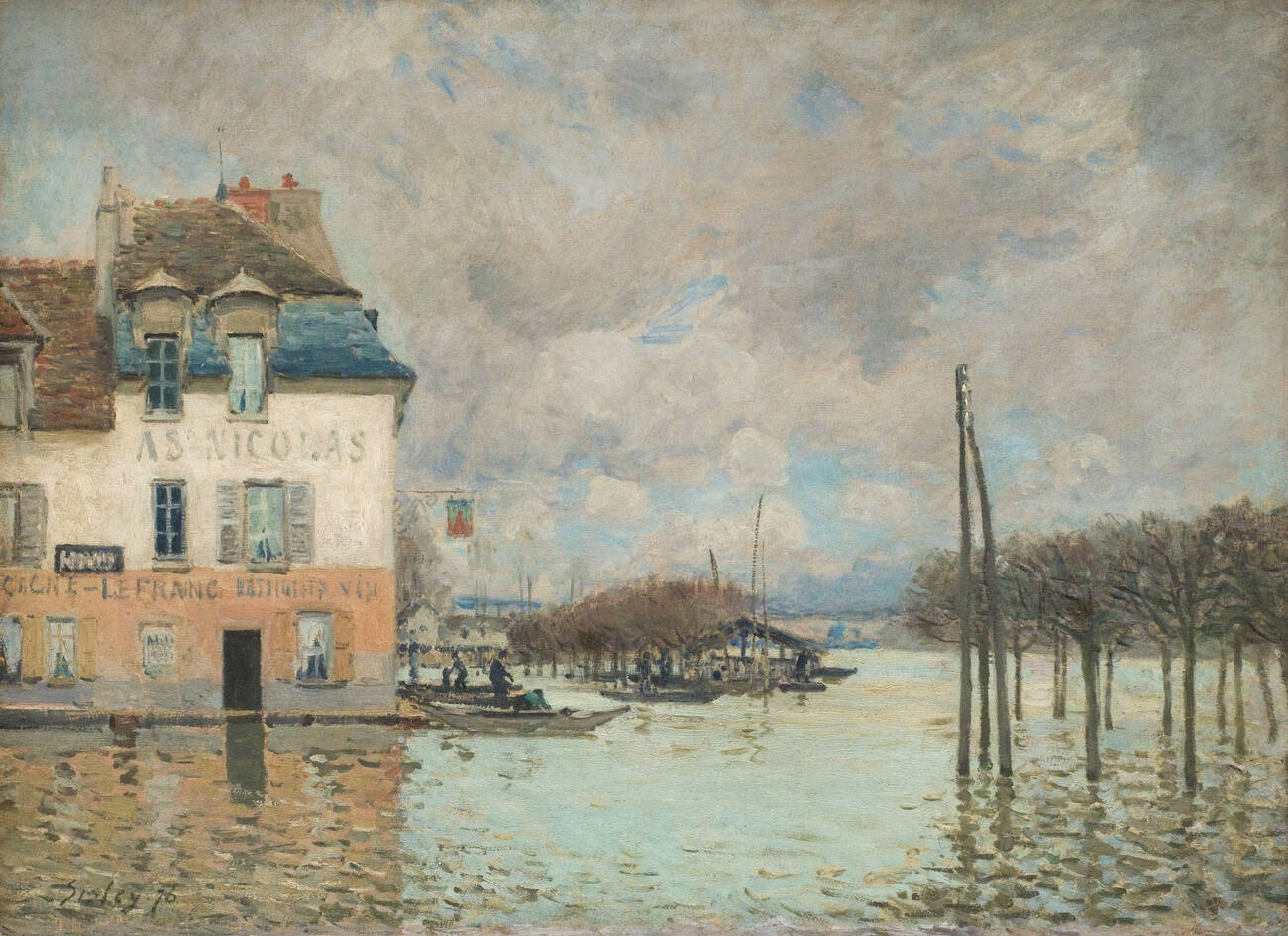
Alfred Sisley : L'Inondation à Port-Marly (1876) Musée d’Orsay
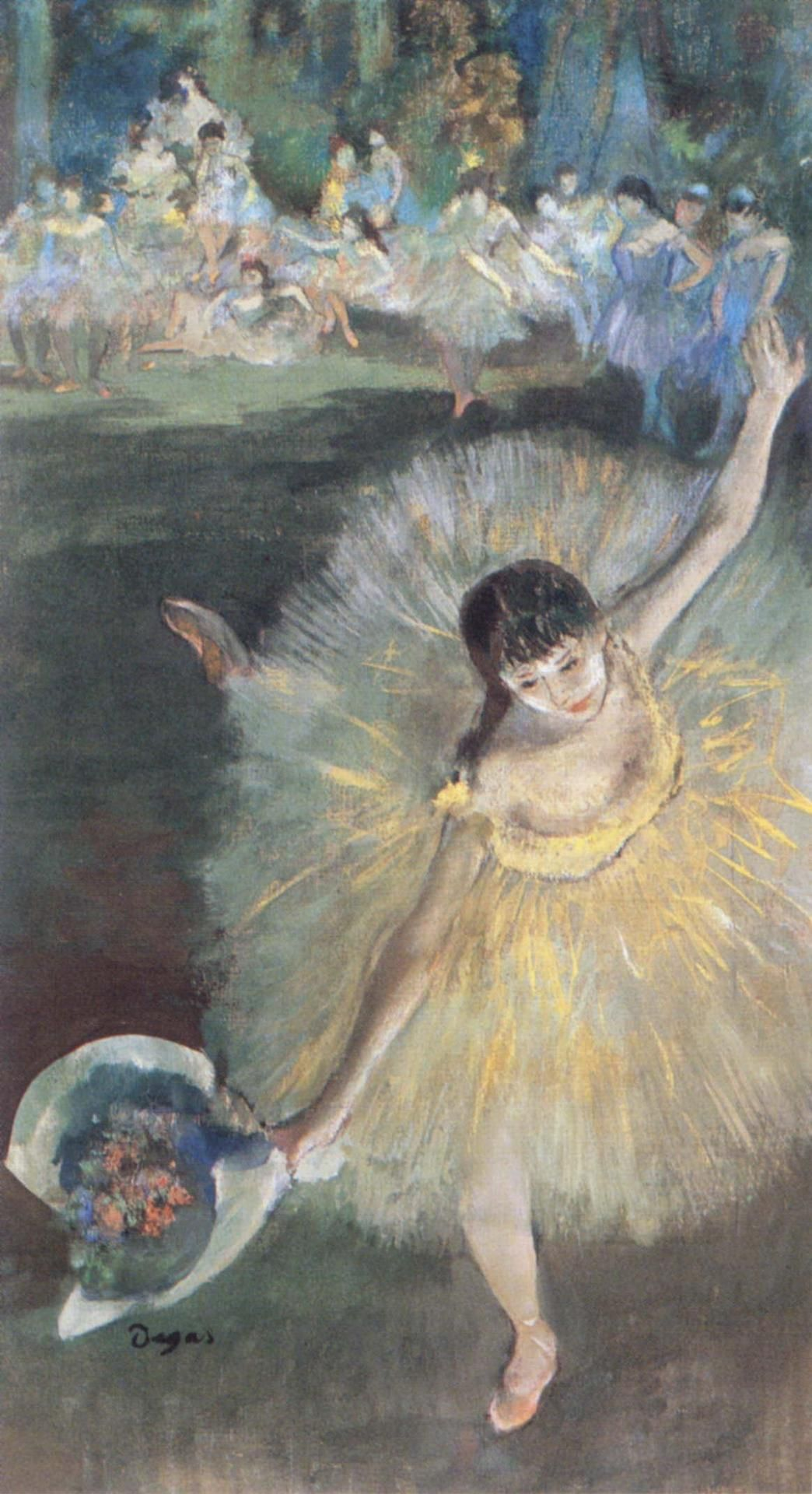
Edgar Degas : Fin d'arabesque (1875-1876) Musée d’Orsay
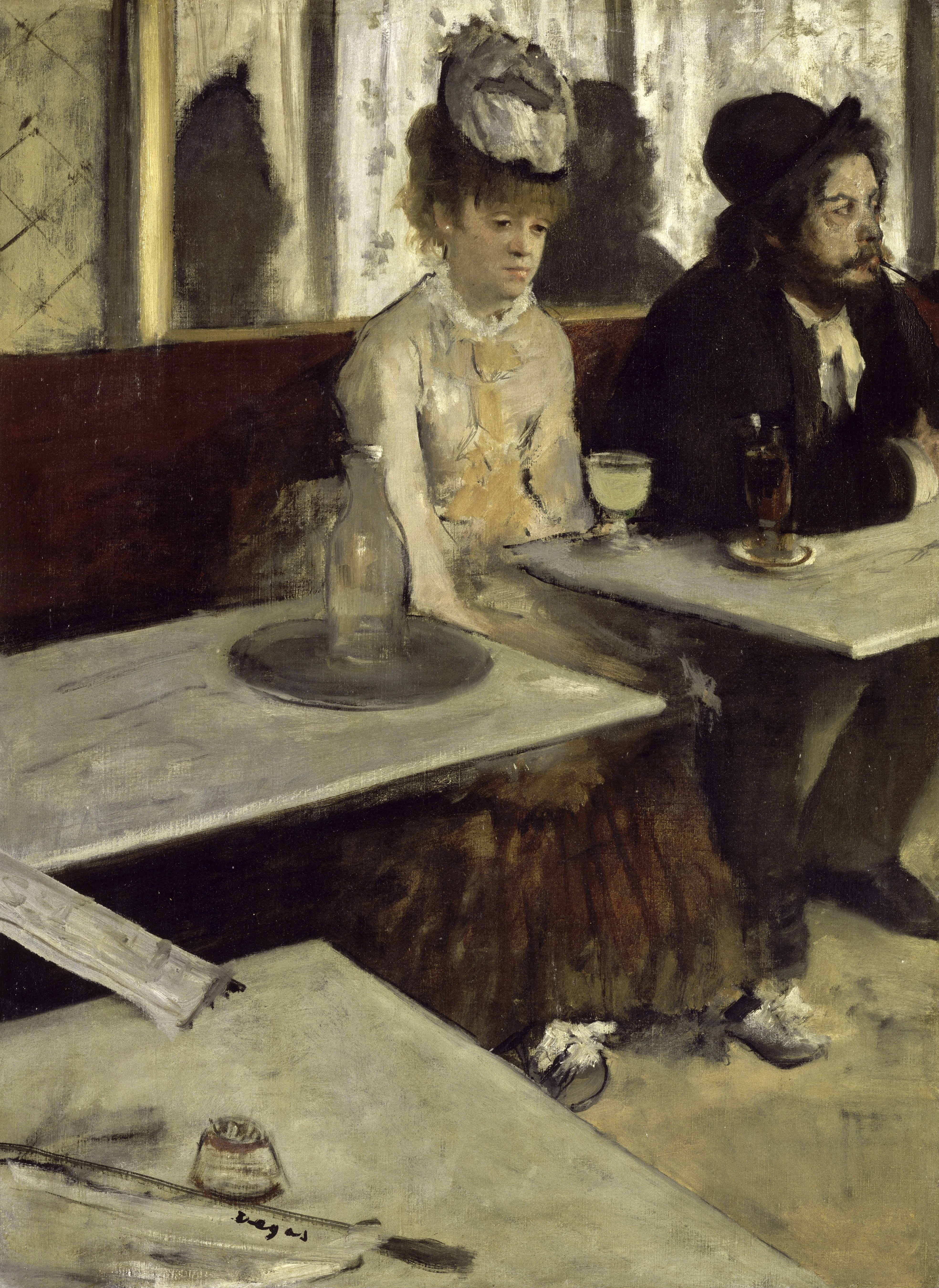
Edgar Degas : Un coin de café (1875-1876) Musée d’Orsay

Un autre ensemble d’œuvres dans la collection Camondo comprend des peintures de Claude Monet, à qui il a plusieurs fois rendu visite dans sa maison de Giverny. Parmi les premiers Monet de sa collection, le paysage hivernal La Charrette, route sous la neige à Honfleur de 1867, suivie par des représentations de la Seine dans les années 1870, comme Le Bassin d'Argenteuil de 1872, ou Les Barques, régates à Argenteuil de 1874, année de la première exposition des impressionnistes. Ensuite, viennent des paysages de Vétheuil et de Port-Villez. Des œuvres plus tardives de l’artiste, on compte une vue du Parlement de Londres et quatre tableaux de la série des Cathédrales de Rouen, aujourd’hui au musée d’Orsay. Du séjour de Monet à Giverny, la collection Camondo possède Bras de Seine près de Giverny de 1897 et deux paysages avec des motifs de lys : Le Bassin aux nymphéas, harmonie bleue et Le Bassin aux nymphéas, harmonie blanche.
Camondo possédait également un nombre important d’œuvres d'Édouard Manet, datant des années 1860, comme Lola de Valence et Le Fifre, outre Madame Manet au piano, Clair de lune sur le port de Boulogne et Branche de pivoines blanches et sécateur. D’une époque plus tardive, il possédait le tableau Le Citron ainsi que le pastel Buste de femme nue et La Femme au chapeau noir (Portrait d’Irma Brunner, la Viennoise).
Alfred Sisley représente un autre élément majeur de la collection Camondo, qui comprend, par exemple, des paysages L'Inondation à Port-Marly, La Barque pendant l'inondation, La Neige à Louveciennes et Moret, bords du Loing. 
Il y a aussi trois portraits de femmes par Auguste Renoir, dont Femme se peignant. Il a également acquis Effet de neige à Eragny et Jeune fille à la baguette de Pissarro.
Des impressionnistes tardifs, incluant plusieurs œuvres de Paul Cézanne, constituent le point fort de la collection Camondo. En plus des natures mortes Dahlias, Le Vase bleu et Pommes et oranges, Camondo a acquis des tableaux connus comme La Maison du pendu et une version des Joueurs de cartes. Viennent s’y ajouter des œuvres de Vincent van Gogh (Couronne impériale dans un vase de cuivre) et La clownesse Cha-U-Kao de Toulouse-Lautrec.

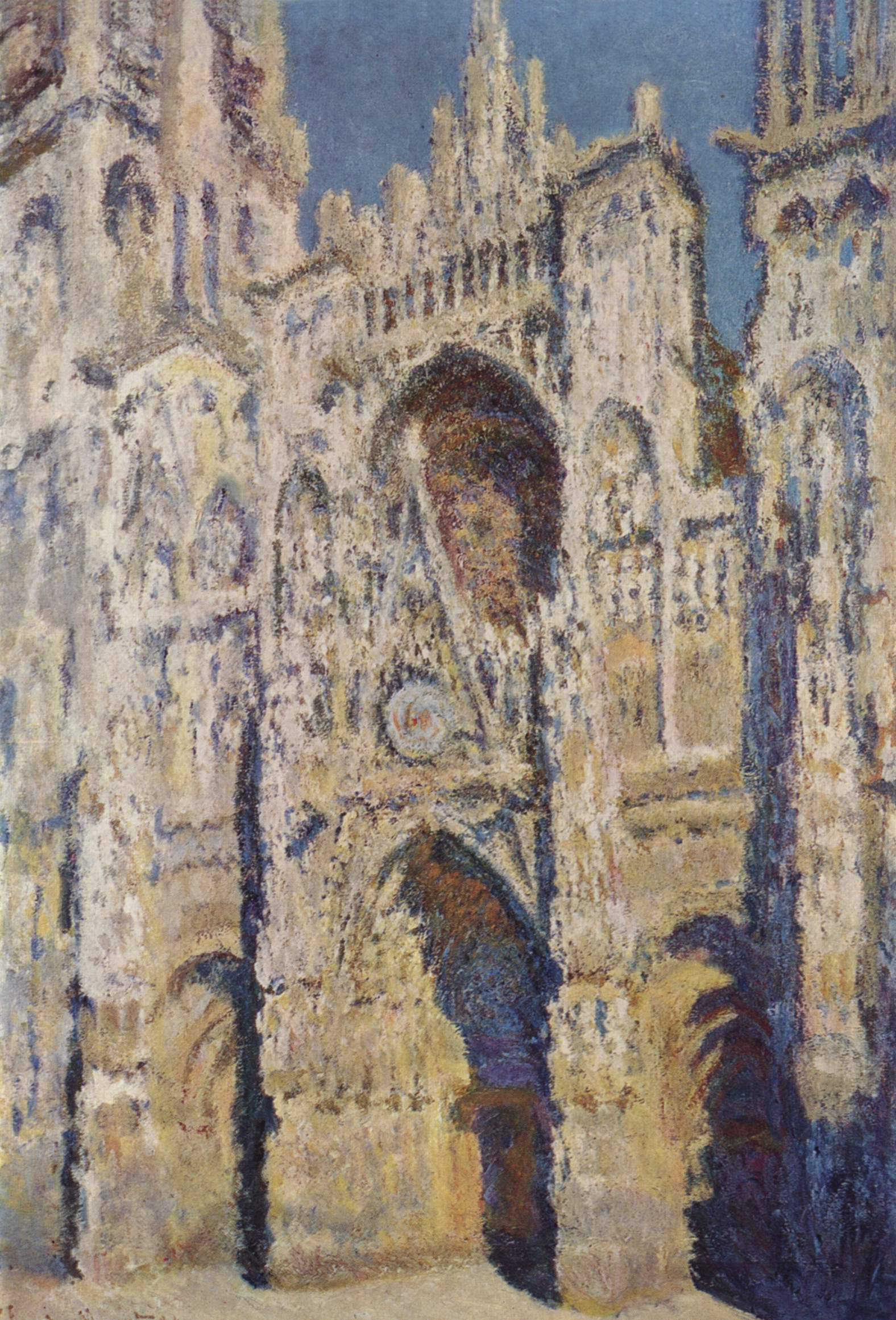
Claude Monet : La cathédrale de Rouen (1893) Musée d’Orsay
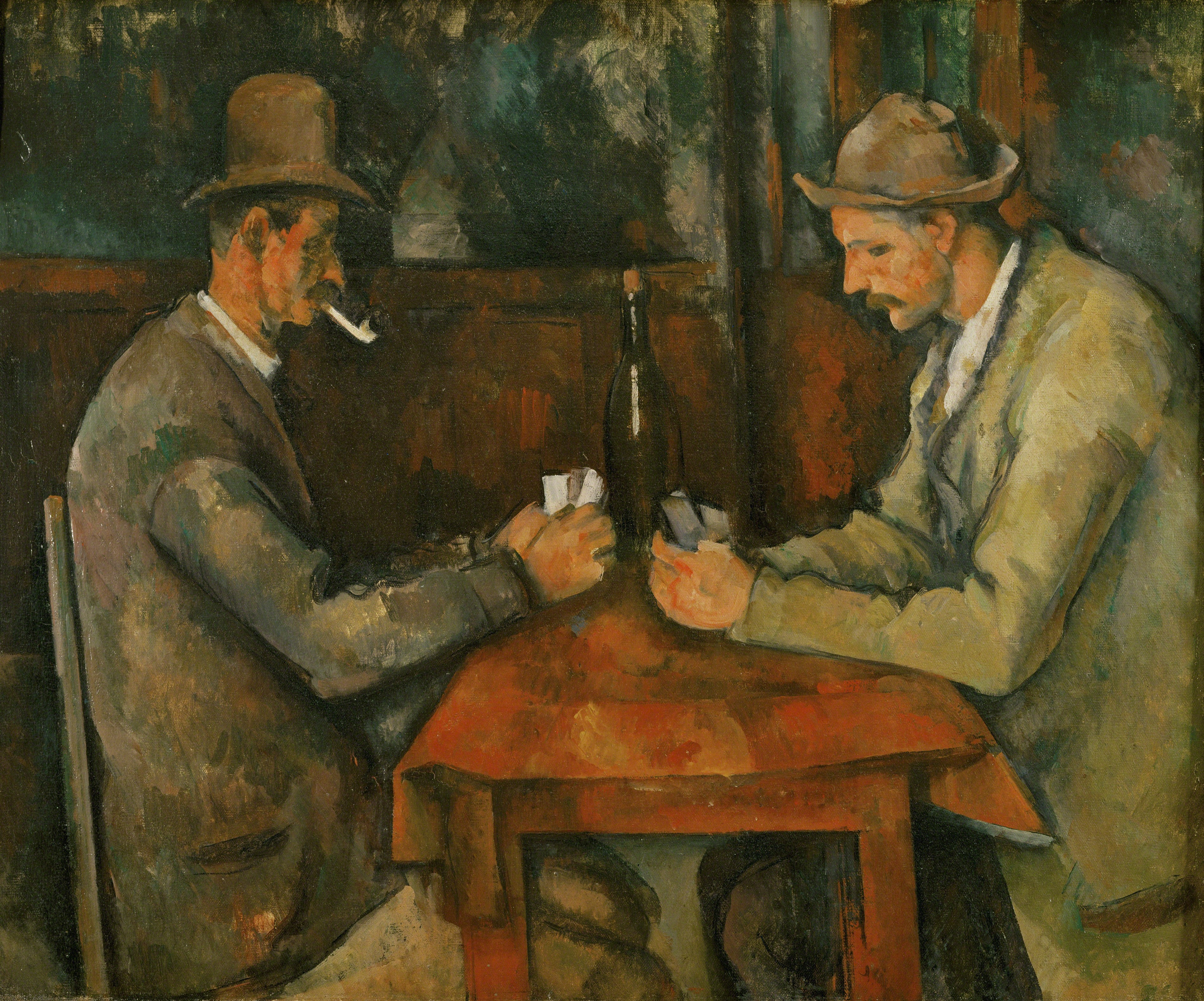
Paul Cézanne : Les Joueurs de cartes (v. 1894-1895) Musée d’Orsay
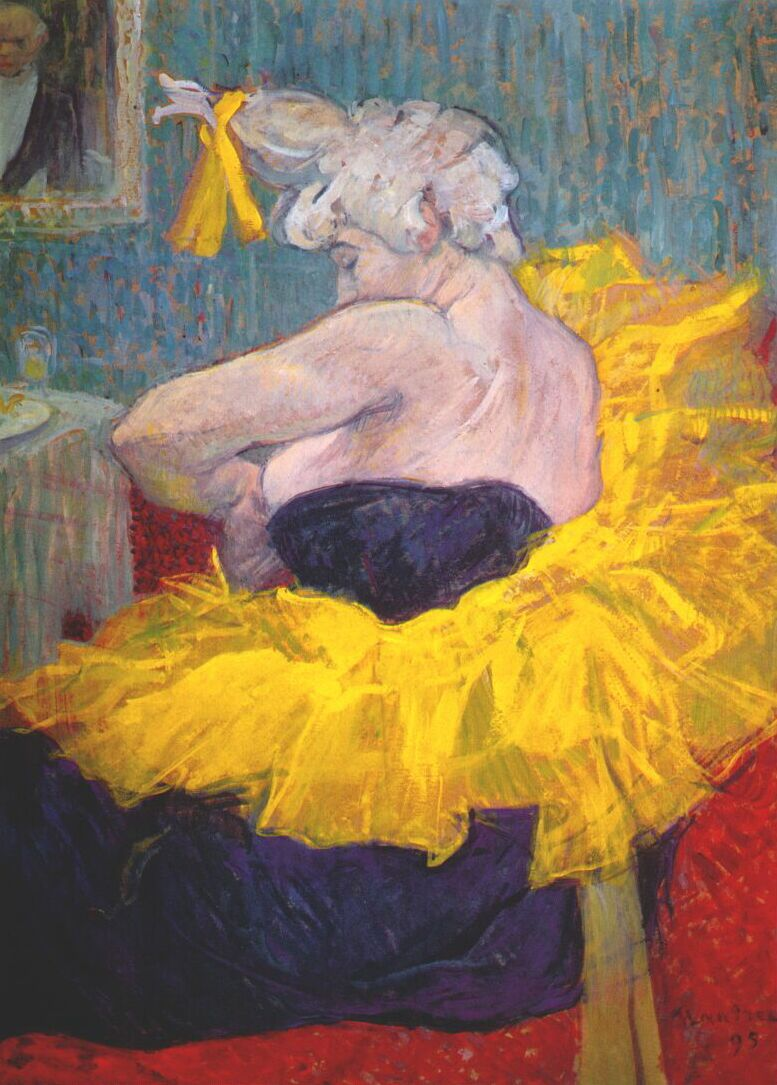
Henri de Toulouse-Lautrec : La Clownesse Cha-U-Kao (1895) Musée d’Orsay
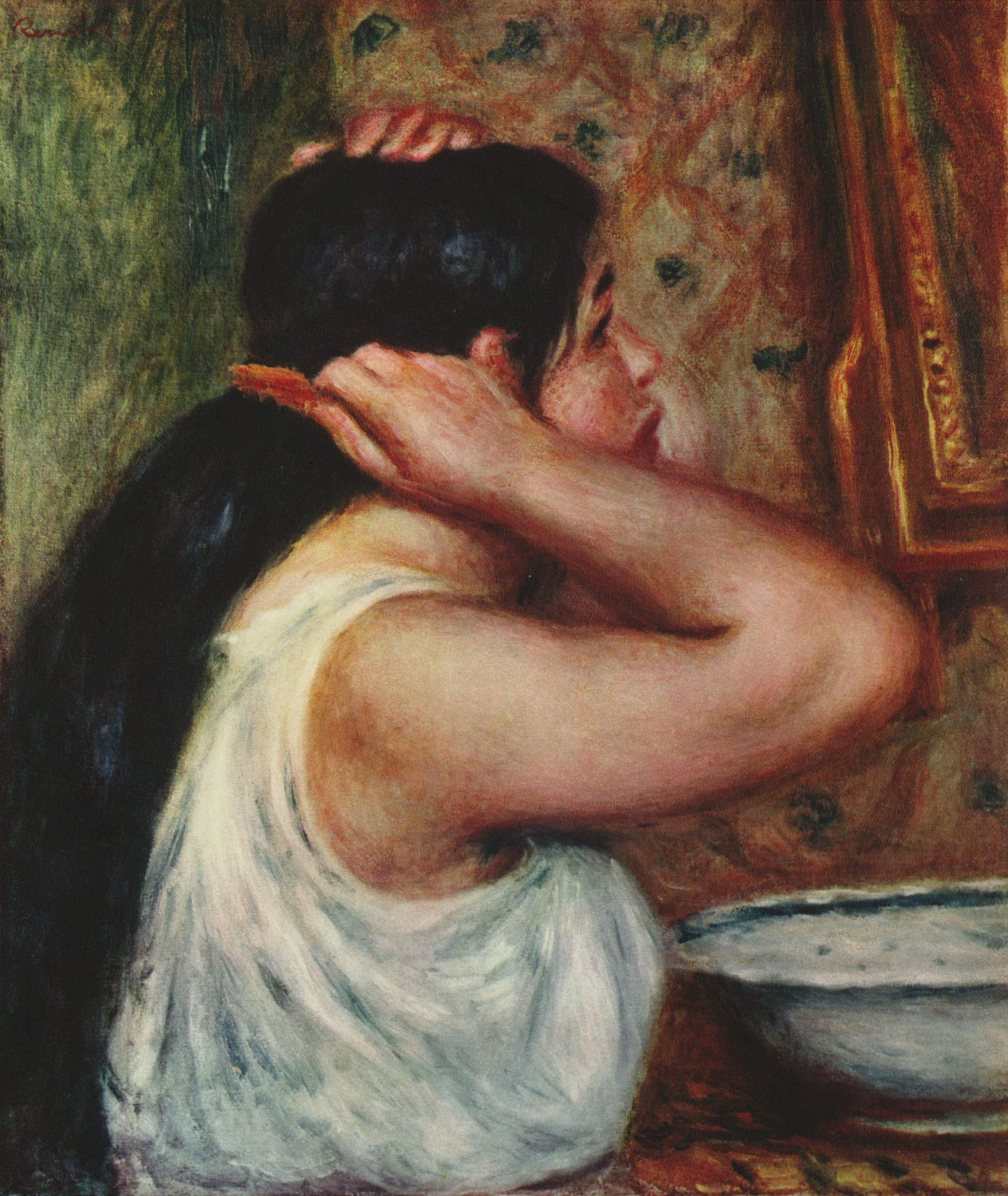
Pierre-Auguste Renoir : Femme se peignant (v. 1907) Musée d’Orsay

En plus de la collection de peintures, Camondo a également monté une importante collection de dessins et d’œuvres graphiques, au nombre desquelles les œuvres de Forain, Fragonard, Gavarni, Ingres, Jongkind, Quentin de La Tour, Charles Meryon, Jean-François Millet, Pierre-Paul Prud'hon, Puvis de Chavannes, Théodore Rousseau, Augustin de Saint-Aubin, Antoine-Louis Barye, Boucher, Cochin, Cuvilliés l’Ancien, Daumier, Jean Charles Delafosse et Watteau.
Camondo a commencé à donner des pièces de sa collection au musée du Louvre en 1897. D’autres dons ont suivi en 1903, en 1906, et l’ensemble revient au Louvre à sa mort en 1911. Dans son testament en 1908, il avait laissé des instructions pour que sa collection soit présentée comme un ensemble fermé au musée du Louvre pour 50 ans dans des locaux appropriés devant porter son nom. Pour ce faire, une nouvelle série de salles d'exposition est aménagée au deuxième étage de l'aile entre le Pavillon Mollien et la Grande Galerie, et la collection a été présentée depuis 1914 au Louvre.
Aujourd’hui, la collection est répartie entre plusieurs musées, dont le musée d’Orsay, pour la collection impressionniste, le musée Guimet pour la collection d’œuvres d’art asiatiques, le Musée de l’Histoire de France, le Musée national de la Marine et le Louvre, où sont exposées, par exemple, les œuvres de Delacroix de la collection Camondo. À ce jour, la « Salle de la donation Camondo » évoque le souvenir du généreux donateur du Louvre.

### Vie privée
Resté célibataire, il eut, avec Lucie Bertrand (1866-1941), artiste lyrique sous le nom de Lucy Berthet, deux fils illégitimes qu’il ne reconnut pas : le romancier et traducteur (anglais, allemand, tchèque) Jean Bertrand (1902-1980) et l’acteur et technicien du cinéma Paul Bertrand (1903-1978). 

Il commanda en 1909 , un portrait de son fils Jean, ou de Paul, intitulé Paul de Camondo, et un autre en 1910 intitulé Paul de Camondo à l'Hôtel de Camondo,, à son ami le peintre Henri Lebasque, qui a également réalisé un portrait posthume d’Isaac de Camondo en 1912.

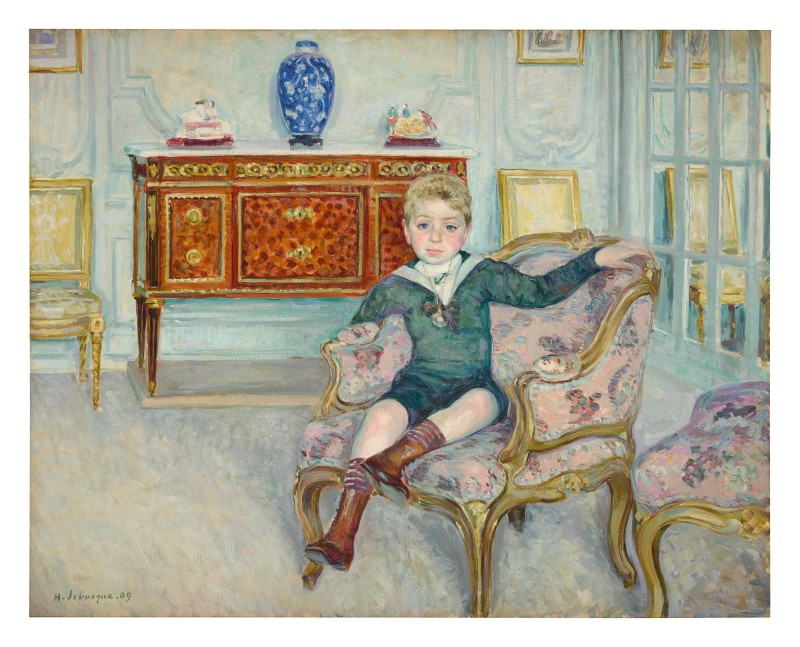
Paul de Camondo (1909)
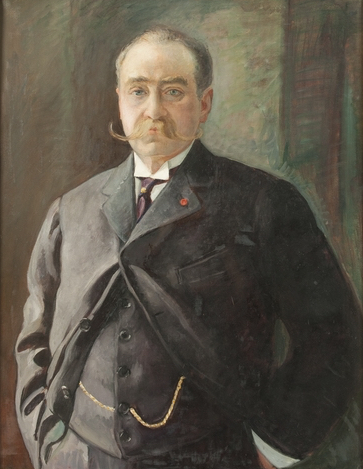
Portrait d'Isaac de Camondo (1912)

En 1911, victime d'une embolie, Isaac de Camondo est retrouvé mort dans sa chambre par son valet.

## Distinctions
- Commandeur de la Légion d'honneur
- Officier de l'ordre de la Couronne d'Italie